# Smrk (IJzergebergte)
De Smrk (Pools: Smrek; Duits: Tafelfichte) is met 1124 m de hoogste berg van het IJzergebergte (Jizerské hory) in Bohemen. De berg ligt ten zuiden van Nové Město pod Smrkem. Langs de oostkant van de top loopt de grens tussen Polen en Tsjechië; het hoogste punt aan de Poolse kant van de grens is 1123 m hoog.
Aan de noordkant van de Smrk bevindt zich de Tafelstein/Tabulový kámen. Dit is een oude grenssteen op het oude drielandenpunt van de Opper-Lausitz, Silezië en Bohemen en was tussen 1742 en 1815 ook het drielandenpunt tussen Saksen, Pruisen en Oostenrijk.